# Apechoneura maculata
Apechoneura maculata là một loài tò vò trong họ Ichneumonidae.